# Margaretha Alexandra van Hoensbroeck

Familiewapen
Hoen van Hoensbroeck

Margaretha Alexandra van Hoensbroeck-Haag barones van Hoensbroeck (1635 - 6 december 1677). Zij was de dochter van Willem van Hoensbroeck-Haag baron van Hoensbroeck-Haag (1600 - 23 september 1663), die trouwde met Maria Agnes van Harff (1610 - 2 juni 1659)
Margaretha trouwde op 23 oktober 1664 met Degenhard Adolf Wolff-Metternich Ter Gracht vrijheer van Wolff-Metternich en heer van Gracht (1616-1688). Degenhard was de zoon van Johan Adolf vrijheer van Wolff-Metternich en heer van Gracht (1592-1669) en Maria Catharina van Hall-Strauweiller (1599-1663).
Uit het huwelijk van Margaretha en Degenhard zijn de volgende kinderen geboren:
- Maria Therese Gudula van Wolff-Metternich Ter Gracht, geboren in 1667
- Maria Anna Catharina van Wolff-Metternich Ter Gracht (1675-1722)

Degenhard was weduwnaar van Philippa Agnes van Reuschenberg-Zetterich (1625-1663) bij wie hij 3 kinderen had. w.o.:
- Johan Adolf Wolff-Metternich Ter Gracht vrijheer van Wolff-Metternich, heer van Gracht, Langenau, Voorst, Strauweiler, Eiler en Oddendaal (3 december 1651 - 11 juni 1722) wiens zoon was:

- Frans Joseph Wolff-Metternich Ter Gracht graaf van Wolff-Metternich en heer van Gracht (1710-1741) wiens zoon was:

- Johan Ignace Frans (Johan Ignace) Wolff-Metternich Ter Gracht graaf van Wolff-Metternich Ter Gracht-Elmpt van Burgau (1740-1790) wiens zoon was:

- Maximiliaan Werner Joseph Anton (Maximiliaan Werner) Wolff-Metternich Ter Gracht graaf van Wolff-Metternich Ter Gracht (1770-1839) wiens zoon was:

- Levin Willem Anton Walburg Maria Hubert Wolff-Metternich Ter Gracht graaf van Wolff-Metternich Ter Gracht (1811-1869) die op 29 september 1835 op Kasteel Geijsteren trouwde met Maria Louise Weichs van Wenne (Kasteel Geijsteren, 13 augustus 1816 - Slot Gracht, Erftstadt-Liblar, 4 januari 1838) zij was de dochter van Casper Karel vrijheer Weichs van Wenne (Erlohe, 6 april 1777 - Geijsteren, 25 oktober 1850) die op 9 april 1806 te Venlo trouwde met Maria Anna Louise Frederika Joanna Sibilla van Hoensbroeck kanunnikes te Thorn 1790-1796, vrouwe van Geisteren 1804 (Kasteel Hoensbroek, 29 april 1774 - Kasteel Geijsteren, Wanssum, 19 maart 1846)

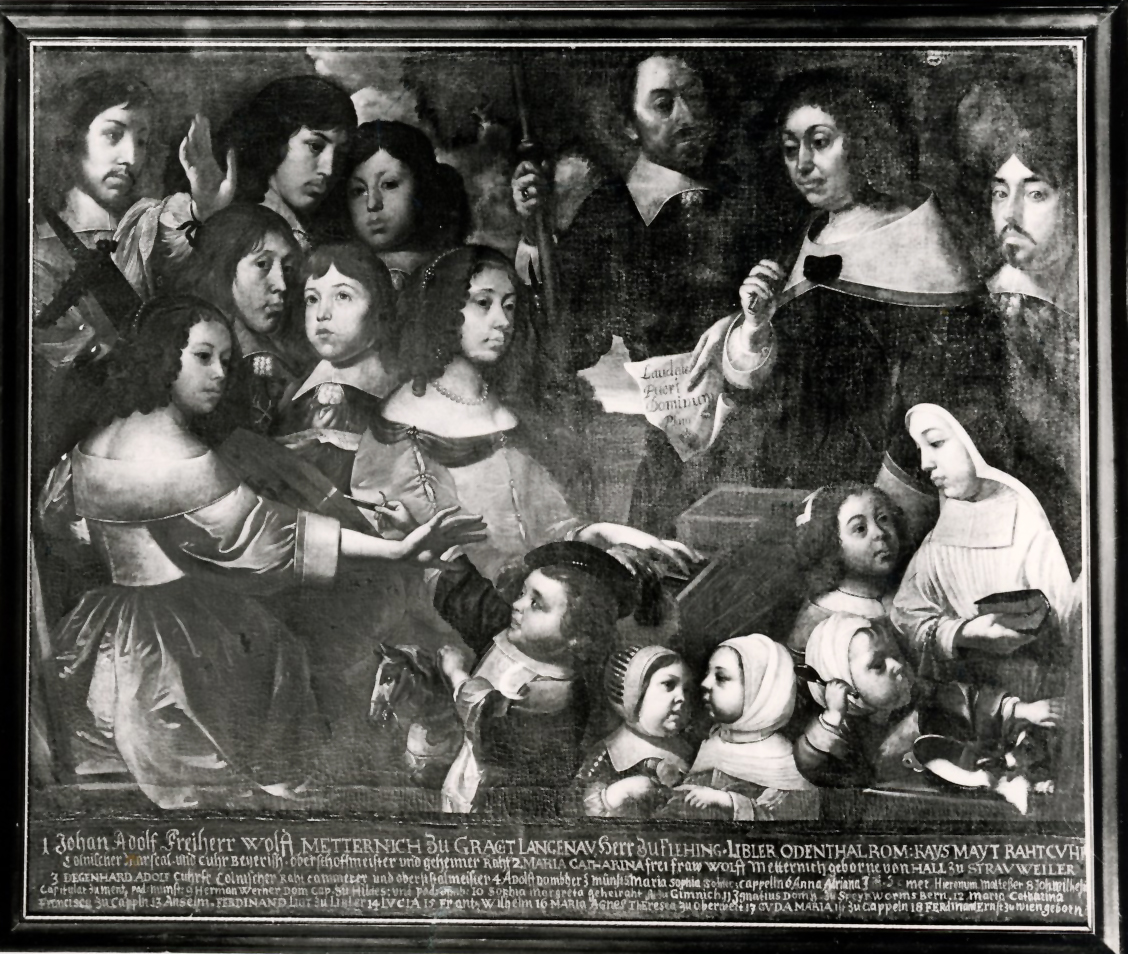
gezin Johan Adolf Wolff Metternich (1638-1642)
Familiewapen Wolff-Metternich